# Willem Filips van Herzele
Willem Filips van Herzele of Guillaume Philippe de Herzelles, heer van Fauquez, Ittre, Samme en Sart, markies van Herzelles, Werchin en Liedekerke (Brussel, 22 december 1642 - 10 oktober 1698) was een hoge magistraat in de Spaanse Nederlanden. Hij was voorzitter van de Grote Raad van Mechelen en kanselier van Brabant.

## Leven
Hij kwam uit een militaire familie met stamslot in Fauquez (Facuwez), een heerlijkheid in het huidige Ittre. Zijn vader Philippe d'Herzelles was drossaard van Brabant en zijn moeder Barberinne Maes was een dochter van raadsheer Jan Maes. Willem Filips koos voor een ambtelijke carrière en ging rechten studeren aan de Leuvense universiteit. In 1661 schreef hij zich in aan het Varkenscollege en in 1665 begon hij als advocaat aan de Raad van Brabant. Hij werd in 1667 toegelaten tot het geslacht Sleeus en werd twee jaar later schepen van zijn geboortestad.
In 1673 benoemde landvoogd Monterey hem tot rechter in de Soevereine Raad van Brabant. Hij werd in 1682 naar Madrid geroepen om te zetelen in de Hoge Raad der Nederlanden. Tijdens zijn verblijf daar verkreeg hij in 1689 een patentbrief van koning Karel II van Spanje, die zijn heerlijkheden verhief tot het markiezaat Herzele, verwijzend naar een genealogisch ambitieuze verwantschap met het geslacht Liedekerke. Hij keerde terug naar de Nederlanden om er lid te worden van de Raad van State en in 1690 het voorzitterschap van de Grote Raad van Mechelen op te nemen, maar nog datzelfde jaar stoomde hij door naar het kanselierschap van Brabant. Hij legde de eed af op 29 januari 1691 en bleef kanselier tot zijn dood in 1698. Zijn lichaam werd bijgezet in de familiekelder in Ittre.